# Chobata discalis
Chobata discalis är en fjärilsart som beskrevs av Walker 1857. Chobata discalis ingår i släktet Chobata och familjen nattflyn. Inga underarter finns listade i Catalogue of Life.